# Klaus Hornung
Klaus Hornung (* 26. Juni 1927 in Heilbronn; † 13. Dezember 2017) war ein rechtskonservativer deutscher Politikwissenschaftler und Publizist.

## Leben
Hornung wuchs in Heilbronn auf und besuchte dort die Schule. 1944 wurde er zum Reichsarbeitsdienst eingezogen. Ab Dezember 1944 nahm Hornung als Wehrmachtssoldat am Zweiten Weltkrieg teil. Hornung kam 1945 kurze Zeit in amerikanische Kriegsgefangenschaft. Im Sommer 1946 machte er in Heilbronn Abitur. Anschließend studierte er Geschichte, Politik, Anglistik und Germanistik in Tübingen und München. 1955 promovierte er mit der Arbeit Der Jungdeutsche Orden: Ein Beitrag zur Geschichte des „Neuen Nationalismus“ in Deutschland 1919–1933 zum Dr. phil. bei Hans Rothfels. Nach seiner Tätigkeit im Schuldienst und in der Landeszentrale für politische Bildung Baden-Württemberg wurde er 1962 Dozent für Politikwissenschaft an der Pädagogischen Hochschule Reutlingen, wo er bis zu deren Auflösung 1987 tätig blieb. 1974 folgte die Habilitation in Freiburg mit Staat und Armee: Studien zur Befehls- und Kommandogewalt und zum politisch-militärischen Verhältnis in der BRD. 1980 hatte er im Rahmen eines DAAD-Programms eine Gastdozentur an der Universität Kairo inne.
Von 1987 bis zu seiner Emeritierung 1992 war er Professor für Politikwissenschaft an der Universität Stuttgart-Hohenheim. Am 31. März 1987 wurde ihm das Bundesverdienstkreuz am Bande verliehen.

## Politische Karriere
Hornung war seit 1962 Mitglied der CDU. In den 1960er Jahren war er Beirat der Deutschland-Stiftung. 1980 war er Mitbegründer der Konservativen Aktion. 1987 wurde Hornung Präsidiumsmitglied des Studienzentrums Weikersheim, 2001–2003 war er dessen Präsident. Zudem gehörte er dem politischen Beirat der Konrad-Adenauer-Stiftung an. Von Juni 1988 bis zur Auflösung 1990 war er Vorsitzender der Studiengesellschaft für Zeitprobleme. 1990 wurde Hornung Vorsitzender der Bürgeraktion Gesamtdeutschland. Er war Kuratoriumsmitglied der Internationalen Gesellschaft für Menschenrechte.

## Politisches Denken
Hornung, Schüler von Theodor Eschenburg und Hans Rothfels, vertrat eine Totalitarismustheorie in der Tradition von Ernst Nolte. Hornung wandte sich zunächst vor allem militärhistorischen und militärstrategischen Fragestellungen zu. Im Laufe der 1970er Jahre befasste er sich auch mit dem Marxismus und gab für die Hanns-Seidel-Stiftung lange das Politisch-Pädagogische Handlexikon heraus. In den 1980er und 1990er Jahren setzte er sich verstärkt mit den Diktaturen und totalitären Erscheinungsformen des 20. Jahrhunderts auseinander und verfasste auch Texte über den Kreisauer Kreis, Generaloberst Ludwig Beck und den Widerstand gegen Adolf Hitler.
In zahlreichen Artikeln setzte er dabei Hitler, Stalin, Lenin und andere miteinander gleich. Gegen „die 68er“, von denen seiner Ansicht nach „die mögliche Wiederkehr des unheilvollen Nationalsozialismus heraufbeschworen wurde mit dem eigentümlichen Ergebnis eines linksfaschistischen Antifaschismus“, trat er in rechtskonservativen und neurechten Medien wie Mut, Criticón, Deutschland-Magazin und Junge Freiheit auf. Außerdem trat er bei der Staats- und Wirtschaftspolitischen Gesellschaft als Referent auf. Als Ziele formulierte er einen „autoritären Konsens“, der aus einer „intakten Symbiose von Volk, Nation, Militär und Demokratie“ entstehen müsse. 1995 nannte er die in der Öffentlichkeit diskutierte mögliche extremistische und neonazistische Gefahr in Deutschland eine „Erfindung linker Publizisten“. Die „politische Klasse“ Deutschlands sollte dem „Weckruf“ der „Alternative für Deutschland“ folgen und „ihre Politik bedingungsloser europäischer Integration und Unterwerfung unter die amerikanisch dominierten Finanzmärkte“ beenden, schrieb er im Oktober 2014.

## Positionen
Die Anfang der 1980er Jahre vom Verfassungsschutz als rechtsextrem eingestufte Zeitschrift Mut führte in den 1980ern Hornung im Impressum als „ständigen Mitarbeiter“ auf. 1987 war er Referent für die CAUSA Deutschland e. V. Eine Rezension des Buches von Manfred Ritter Sturm auf Europa – Eine Zeitbombe tickt wurde – angeblich ohne Kenntnis und Zustimmung von Hornung – als Publikation des rechtsextremen „Schutzbundes für das deutsche Volk“ veröffentlicht und, angeblich erneut ohne Kenntnis und Zustimmung von Hornung, in der rechtsextremen Zeitschrift Nation und Europa nachgedruckt.
Der Berliner Politikwissenschaftler Hajo Funke kritisierte 2002, dass Hornung „seit zwanzig Jahren eine zentrale Mittlerrolle zu den extremen Rechten“ einnehme. Es gebe „kaum eine rechtsextreme Kulturvereinigung in Deutschland“, „mit der Klaus Hornung nicht kooperiert hätte“.
In seinem Werk Das totalitäre Zeitalter: Bilanz des 20. Jahrhunderts (1993) formulierte Hornung eine strikte Ablehnung und Zurückweisung des Nationalsozialismus wie des Kommunismus.
In einem Artikel über politische Bildung geht Hornung davon aus, dass – angesichts ökologischer Grenzen und eines bemerkbaren Glaubwürdigkeitsverlusts der Politik – das Paradigma von Emanzipation und Selbstverwirklichung in den Hintergrund trete. Stattdessen werde die Frage des gesellschaftlichen Zusammenhalts virulent. Deshalb plädiert Hornung dafür, dass der Politikunterricht Schüler zur Auseinandersetzung auch mit den historischen Dimensionen des Politischen, mit demokratiephilosophischen Texten und Kritik am Materialismus anrege. Hornung setzt vor allem auf Bürgertugenden – andere politische Maßnahmen wie Besteuerung, Begrenzung von Vermögen oder Einkommen nennt er nicht.
1994 unterzeichnete Hornung den „Berliner Appell“, in dem vor dem Wiedererstarken des Sozialismus gewarnt wird. 2005 initiierte er mit anderen Publizisten den in der Frankfurter Allgemeine Zeitung veröffentlichten „Appell 8. Mai 1945 – gegen das Vergessen“, der dazu aufforderte, sich im Sinn von Theodor Heuss an diesem Datum daran zu erinnern, dass „wir erlöst und vernichtet in einem gewesen sind“. 2001 war er Mitunterzeichner eines weiteren Appells; dieser richtete sich gegen die Entlassung des rechtsextremen Oberleutnants der Reserve, Götz Kubitschek, aus der Bundeswehr. 2006 unterzeichnete er den „Appell für die Pressefreiheit“ der Wochenzeitung Junge Freiheit gegen deren Ausschluss von der Leipziger Buchmesse. Hornung gehörte 2010 zu den Erstunterzeichnern der Aktion Linkstrend stoppen gegen die „Aufgabe von christlich-konservativen und marktwirtschaftlichen Positionen“ bei der CDU.

## Schriften (Auswahl)
- Der Jungdeutsche Orden (1958) (Dissertation Universität Tübingen)
- Die totalitäre Herrschaft. Texte und Literatur  (1967) (in: Politik und Soziologie 3)
- Staat und Armee. Studien zur Befehls- und Kommandogewalt und zum politisch-militärischen Verhältnis in der Bundesrepublik Deutschland (1975) ISBN 3-7758-0880-9 (Habilitationsschrift Universität Freiburg/Br.)
- Der faszinierende Irrtum. Karl Marx und die Folgen (1978) ISBN 3-451-07645-4.
- Mut zur Wende (1985) ISBN 3-88289-018-5.
- Krisenherd Naher Osten. Geschichte und Gegenwart in einer konfliktreichen Region (1993) ISBN 3-453-06511-5.
- Das totalitäre Zeitalter. Bilanz des 20. Jahrhunderts (1993) ISBN 3-548-33203-X.
- Die offene Flanke der Freiheit. Studien zum Totalitarismus im 20. Jahrhundert (2001) ISBN 3-631-37968-4.
- Scharnhorst. Soldat – Reformer – Staatsmann. Die Biographie. 2. Aufl. (2001) ISBN 3-7628-0538-5.
- Wege aus den Sackgassen. Erfahrung der Geschichte – Verteidigung der Freiheit (2002) ISBN 3-9807644-1-9.
- Alternativen zu Hitler: Wilhelm Groener – Soldat und Politiker (2007) ISBN 978-3-902475-41-1.
- Vernunft im Zeitalter der Extreme. Die konservative Position (2012) ISBN 978-3-941750-85-2.
- Freiheit oder Despotismus: Die Erfahrung des 20. Jahrhunderts (2015) ISBN 978-3-87336-495-0.